# Valea Gilgit
Valea Gilgit (în urdu وادی گلگت) este o vale situată în districtul Gilgit din regiunea Gilgit-Baltistan, aflată în nordul Pakistanului. Râul Gilgit curge prin vale. Un drum cu lungimea de 375 km face legătura cu orașul Chitral, prin trecătoarea Shandur (3.800 m).

Orașul Gilgit se află în această vale. 

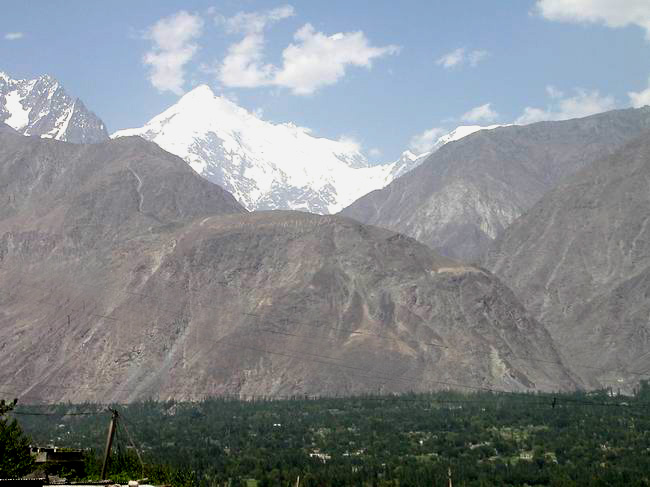
Valea Gilgit
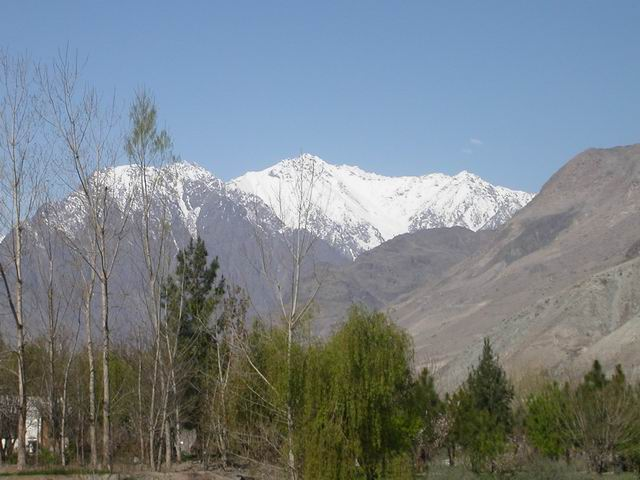
Valea Gilgit văzută din Sonikot
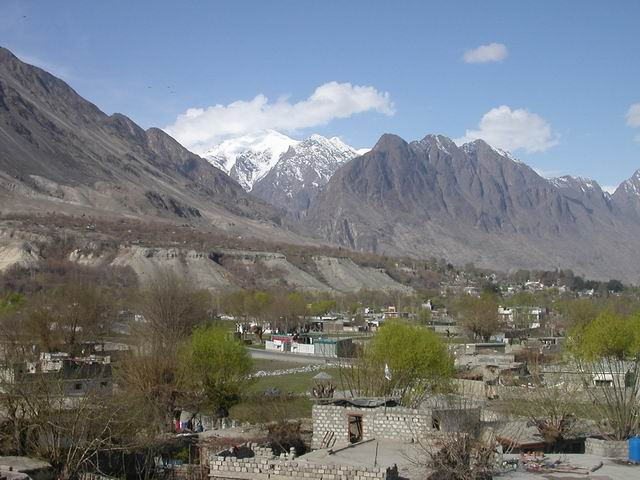
Vedere îngustă a văii Gilgit